# Antoni Kolczyński
Antoni Kolczyński (né le 25 août 1917 à Zdunowo alors en Empire russe (auj. Pologne) - mort le 19 juin 1964 à Varsovie) est un boxeur polonais, champion d'Europe amateur en 1939. 

## Carrière
Il débute dans la catégorie des poids welters. En 1938, il est élu meilleur boxeur du match Europe-États-Unis. L'année suivante, il remporte son plus grand succès lors des championnats d'Europe de boxe amateur 1939, en gagnant le tournoi.
Après la Seconde Guerre mondiale, il continue sa carrière de boxeur dans la catégorie des poids moyens et participe aux Jeux olympiques d'été de 1948. Il remporte par ailleurs le championnat de Pologne des poids moyens à 4 reprises en 1946, 1947, 1950 et 1951. En 1947, Kolczyński bat le champion olympique Július Torma. Il mettra un terme à sa carrière en 1952.

## Palmarès

### Championnats d'Europe de boxe anglaise
- Médaillé d'or en poids welters à Dublin en 1939

### Championnats de Pologne de boxe anglaise
- Médaillé d'argent en poids welters en 1937
- Médaillé d'or en poids moyens en 1946, 1947, 1950 et 1951

## À l'écran

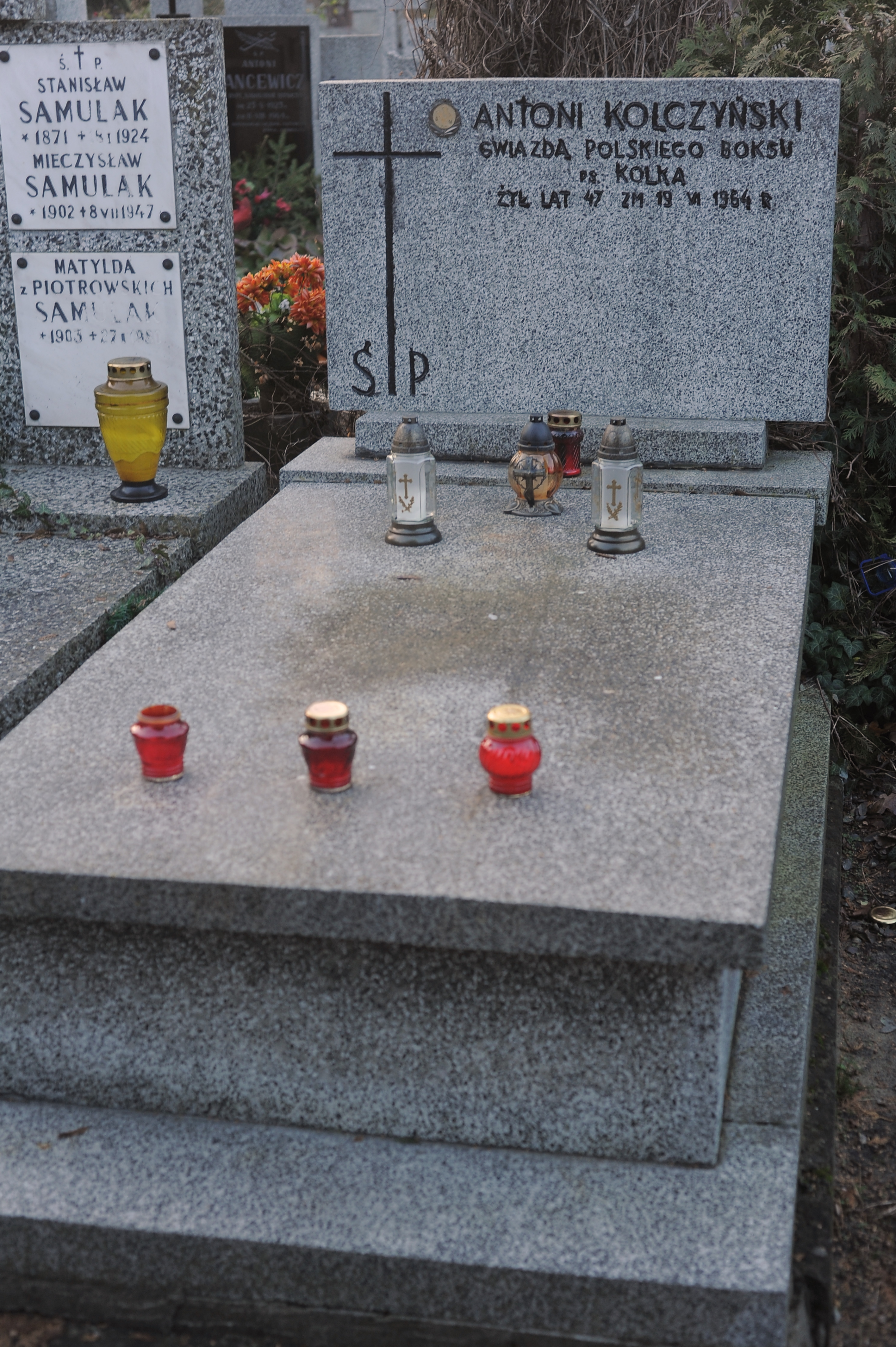
Plaque tombale à la mémoire d'Antoni Kolczyński au cimetière Bródno de Varsovie.

En 1953 il incarne le rôle du boxeur Jóźwiak dans le film Sprawa do załatwienia.